# کیک در کنار اقیانوس
«کیک در کنار اقیانوس» تک‌آهنگی از گروه موسیقی پاپ راک دی‌ان‌سی‌ای است که در سال ۲۰۱۵ میلادی منتشر شد.
این تک‌آهنگ در چارت‌های، لهستان، در رتبه اول و در چارت‌های کانادا، ایرلند، اتریش، بریتانیا، جزو ده ترانه اول قرار گرفت.